# Rosetta@home
Rosetta@home(로제타 앳 홈)은 워싱턴 대학교의 베이커 연구소가 운영하는 BOINC(네트워크 컴퓨팅을 위한 버클리 공개 인프라스트럭처) 플랫폼에서 구동하는 단백질 구조 예측을 위한 분산 연산 프로젝트이다. Rosetta@home의 목적은 2010년 9월 15일 기준으로 평균 106.762 텔레플롭스에 이르는 921,784대 이상의 자발적인 컴퓨터 처리의 도움을 받아 단백질 대 단백질 도킹을 예측하고 새로운 단백질을 설계하는 것이다. Rosetta@Home의 비디오 게임 Foldit는 크라우드소싱 접근으로 이러한 목표를 이루어내는 것이 목적이다. 이 프로젝트가 전반적으로는 단백체학 방식의 정확도와 견고성의 개선에 대한 기본적인 연구를 지향하는데, Rosetta@home 또한 말라리아, 알츠하이머병 등의 병리에 대한 연구에 치중한다.
다른 모든 BOINC 프로젝트와 같이 Rosetta@home은 자발적인 컴퓨터의 유휴 컴퓨터 처리 자원을 이용하여 개별 워크 유닛의 계산을 수행한다. 완전한 결과는 중앙 프로젝트 서버로 송신되어 이들이 유효한지 확인하고 프로젝트 데이터베이스로 받아들인다. 이 프로젝트는 크로스 플랫폼이며 다양한 하드웨어 환경에서 실행할 수 있다. 사용자들은 이들 개별 단백질 구조 예측 진척을 Rosetta@home 화면 보호기에서 확인할 수 있다.
질병 관련 연구뿐 아니라 Rosetta@home 네트워크는 구조 생물정보학의 새로운 방식을 위한 시범용 프레임워크의 역할을 한다. 이 새로운 방식들은 충분히 개발되고 자발적으로 운용되는 컴퓨터로 처리된 Rosetta@home의 다양한 대형 콜렉션에 안정적인 것으로 입증된 뒤에 RosettaDock, 인간 단백질체 접힘 프로젝트와 같은 다른 로제타 기반 응용 프로그램에도 사용된다.
Rosetta@home에서 개발된 새로운 방식들을 위한 두 개의 특별하고도 중요한 테스트가 있는데 바로 CASP와 CAPRI 실험이다. 이들은 반년마다 이루어지는 실험으로, 각각 단백질 구조 예측과 단백질 대 단백질 도킹 예측의 상태를 측정한다. Rosetta@home은 지속적으로 주요 도킹 예측자 가운데 하나로 순위에 오르고 있으며, 우리가 이용할 수 있는 최고의 3차 구조 가운데 하나이기도 하다.

## 연산 플랫폼
본 문서의 이해를 돕기 위한 비자유 그림이 있습니다. 
링크의 파일을 직접 올려 주세요

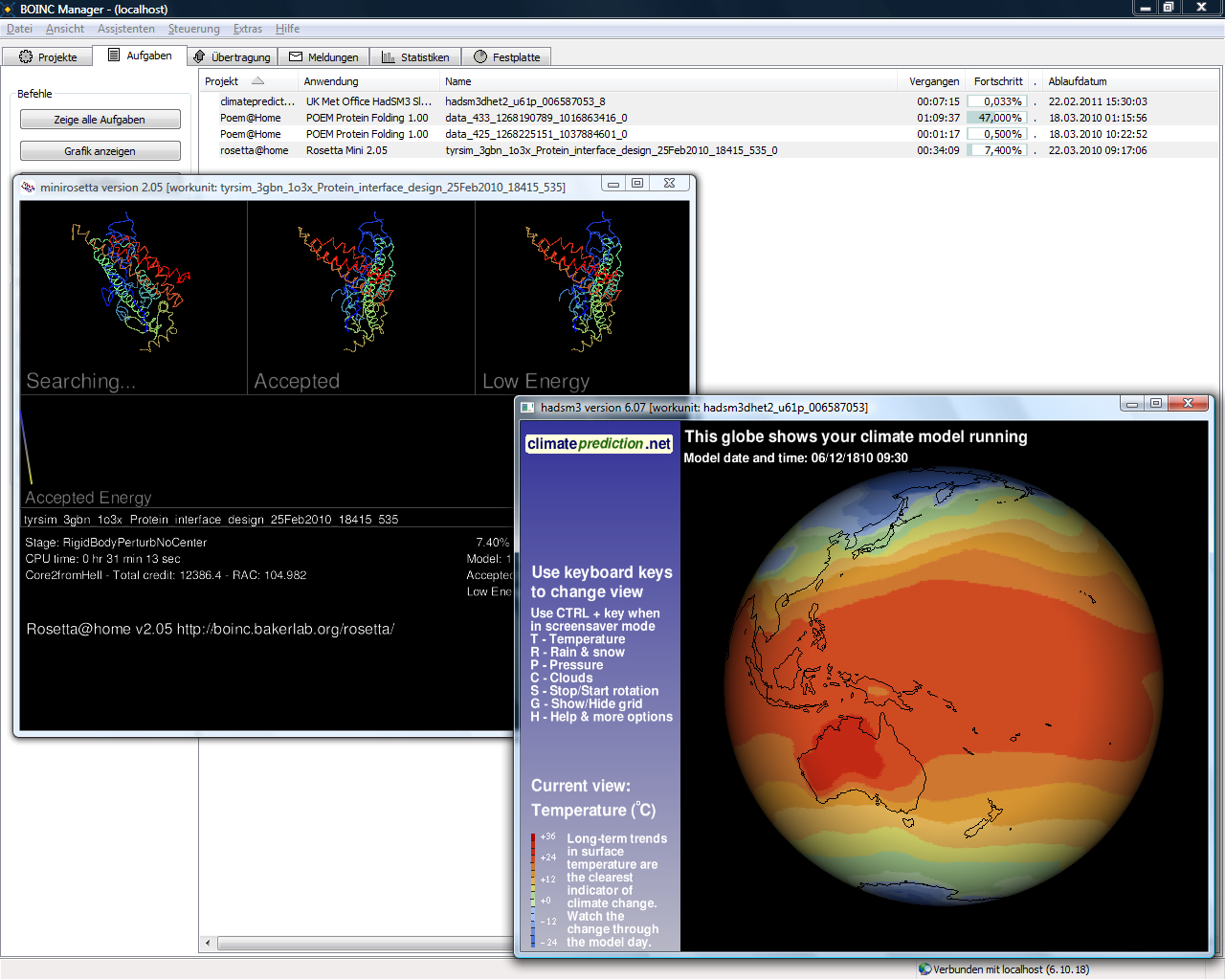
왼쪽의 Rosetta@home 화면 보호기는 합성 유비퀴틴 단백질의 구조 예측 진행 상황을 나타내고 있다 (PDB ID: 1ogw)

Rosetta@home 응용 프로그램과 BOINC 분산 연산 플랫폼 모두 마이크로소프트 윈도우, 리눅스, 매킨토시 플랫폼에서 사용할 수 있다. (BOINC는 FreeBSD와 같은 다른 플랫폼에서도 실행할 수 있다). Rosetta@home에 참가하려면 적어도 클럭 속도 500 MHz 이상의 중앙처리장치(CPU), 200 메가바이트의 남은 디스크 공간, 517 메가바이트의 물리 메모리, 인터넷 연결이 필요하다. 2010년 5월 4일 기준으로 로제타 응용 프로그램의 현재 버전은 5.98이며 로제타 미니 응용 프로그램의 현재 버전은 2.14이다. 현재 권장되는 BOINC 프로그램 버전은 6.2.19이다. 표준 HTTP (포트 80)가 BOINC 클라이언트와 워싱턴 대학교 Rosetta@home 서버 간 통신에 쓰인다. HTTPS (포트 443)은 암호 교환을 하는 동안에 쓰인다. BOINC 클라이언트의 원격 및 로컬 제어는 포트 31416과 포트 1043을 이용하며 방화벽을 사용하는 경우 이 포트들의 차단을 해제해야 이용할 수 있다. 개별 단백질에 대한 자료를 담고 있는 워크 유닛은 워싱턴 대학교에 위치한 베이커 연구소의 서버로부터 자발자들의 컴퓨터로 분배되며 이로써 할당된 단백질에 대한 구조 예측을 계산한다.
주어진 단백질에 대한 중복 구조 예측을 피하기 위해 각 워크유닛은 의사난수로 초기화된다. 이를 통해 단백질의 에너지 경관에 따라 파생된 고유한 궤도를 각각의 예측에 제공하게 된다. Rosetta@home으로부터 제공되는 단백질 구조 예측은 주어진 단백질의 에너지 경관에 대한 전역 최소점의 예측이다. 이 전역 최소점은 자연 상태와 같은 가장 활도적으로 호의를 보이는 단백질 형태를 대표한다.
Rosetta@home 그래픽 사용자 인터페이스 (GUI)의 주요 기능은 단백질 접힘이 시뮬레이트되는 동안 현재의 워크 유닛의 진행 상황을 보여 주는 화면 보호기이다. 화면 보호기의 왼쪽 상단에 있는 대상 단백질(target protein)은 가장 낮은 에너지 구조를 탐색하는 가운데 채택된 다른 모양 (형태)을 나타낸다. 오른쪽에 바로 나타난 것은 가장 최근에 받아들인 구조이다. 오른쪽 상단에는 탐지된 가장 낮은 에너지 형태가 표시된다. 그 아래에 있는 것은 이미 결정되었을 경우 순수한 자연 상태의 단백질 구조를 나타낸다. 세 개의 그래프가 화면 보호기에 포함되어 있다. 가운데 가까이 있는 그래프는 수락된 모델의 자유 에너지에 대한 그래프를 그리고 있으며 수락된 모델의 변경 사항에 따라 출렁거린다. 수락된 모델의 평균 제곱근 편차 (RMSD) 그래프는 어떻게 수락된 모델이 구조적으로 자연 상태의 모델과 비슷한지를 측정하고 있으며 오른쪽 끝에 표시되어 있다. 수락된 에너지 그래프 오른쪽과 RMSD 그래프 아래에 있는 이 두 개의 함수로부터 얻은 결과는 모델이 점진적으로 정제되면 에너지 대 RMSD의 상태를 제공하는 데에 쓰인다.
다른 모든 BOINC 프로젝트처럼 Rosetta@home은 유휴 컴퓨터 전력을 이용하는 동안 사용자 컴퓨터의 백그라운드에서 실행되며 이 상태는 곧 호스트 운영 체제의 계정에 로그인하거나 로그인하기 이전 상태를 가리킨다.
Rosetta@home은 일반적인 컴퓨터 이용에는 영향을 받지 않게 하기 위해, 다른 응용 프로그램이 CPU 자원을 요구하면, 그 요구하는 만큼의 자원은 해제한다. 충분한 성능을 뒷받침하면서 컴퓨터의 전력 소비나 발열을 최소화하기 위하여 Rosetta@home이 이용할 수 있는 CPU 자원의 최대 백분율을 사용자 계정 설정을 통해 직접 지정할 수 있다. Rosetta@home이 처리하는 날의 수도 사용자 계정 설정을 통하여 다른 많은 설정과 더불어 조절할 수 있다.
Rosetta@home 네트워크에서 구동하는 소프트웨어 Rosetta는 C++로 다시 작성되었으므로 포트란으로 작성된 초기 버전보다 더 쉬운 개발이 가능하다. 이 새로운 버전은 객체 지향적이며 2008년 2월 8일에 출시되었다. 로제타 코드의 개발은 로제타 커먼즈(Rosetta Commons)를 통해 이루어진다. 이 소프트웨어는 학술적인 용도로는 프리웨어로 허가되며 비용을 내면 약리 기업에서도 이용할 수 있다.

## 질병 관련 연구
단백질 구조를 예측, 도킹 및 설계를 하는 기본 연구뿐 아니라 Rosetta@home은 즉각적인 질병 관련 연구에도 쓰인다. 수많은 소수 연구 프로젝트가 데이비드 베이커의 Rosetta@home 저널에 기술되어 있다.
- 알츠하이머병
- 탄저균
- 단순 포진 바이러스 1
- HIV
- 말라리아

## 자발적인 기여

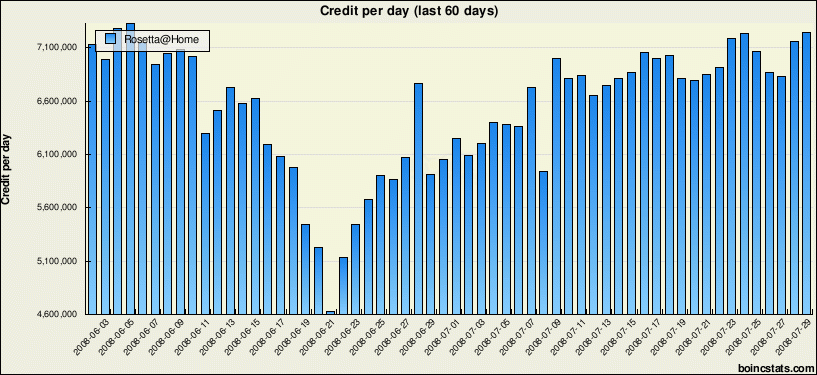
60일 동안 Rosetta@home의 일일 누적 크레딧을 나타내고 있는 막대 그래프는 CAPS8 실험을 하는 동안의 연산 능력을 가리키고 있다.

Rosetta@home의 연구는 개개의 프로젝트 구성원이 기부하는 연산 능력에 좌우된다. 2011년 3월 28일 기준으로 159개국 약 40,000 명의 이용자들이 Rosetta@home에 참여하고 있으며 평균 58 테라플롭스의 성능의 64,000대의 컴퓨터의 유휴 처리기 시간을 이용한다.